# 卜燦榮
卜燦榮（1949年—），出生於廣州，粵劇界負盛名的粵劇、粵樂作曲家、演奏家，粵劇音樂唱腔設計，中國音協、中國劇協會員。在1996年和2000年分別獲得美國加州政府和波士頓政府頒發榮譽獎章。又於2003年獲法國巴黎“法中友協”頒發“最高榮譽獎”。
1978年，卜燦榮擔任音樂唱腔設計的第一部粵劇《楊門女將》，在廣州紅旗劇場上演，於80年代末，擔任了70多部粵劇的音樂唱腔設計，至今已逾200多部粵劇；可謂是廣東粵劇界的佼佼者。

## 生平
- 卜燦榮的父親是廣州粵劇團二胡手，卜燦榮是在父親的帶領下走進了粵劇和廣東音樂領域，六嵗隨父學藝。
- 1962年，考入廣州音專（今星海音樂學院）附中就讀，主修高胡，副修鋼琴、笛子。
- 1968年，卜燦榮從音專附中畢業，分配到了汕頭市普寧縣文藝宣傳隊。
- 1977年，卜燦榮考進了廣州市粵劇團，開始投入在粵劇和廣東音樂創作。[2]

## 經歷
- 1993年，在廣州友誼劇院舉辦了“卜燦榮作品音樂會”。
- 1995年，與中央樂團合作，高胡與管絃樂隊的演出《出海》，在北京音樂廳演出。
- 1997年，中國唱片公司發行了《卜燦榮廣東音樂作品·演奏專輯》。[2]
- 1988年，《南唐李后主》這場戲在粵劇唱腔改革大賽中獲得三個獎項。[3]
- 2008年卜燦榮將廣東音樂帶進了維也納金色大廳，演出了高胡獨奏曲《小鳥天堂》。
- 2017年在香港油麻地劇院，卜燦榮演奏自己的原創作品《夜香港》。多年來演出所到之處遍及香港、澳門等地，美國、英國、法國、日本、荷蘭、愛爾蘭等國家。 [3]

## 音樂作品
- 《出海》
- 《飄色》
- 《荔枝灣》
- 《行花街》
- 《小鳥天堂》
- 《蓮》
- 《猴戲》
- 《花燈》
- 《鄉情》
- 《紅豆飄香》
- 《過年》[3]

## 獲獎
- 現代粵劇《土緣》榮獲第五屆中國戲劇節“優秀唱腔設計獎”。
- 傳統粵劇《龍母傳奇》榮獲第七屆中國戲劇節“優秀唱腔設計獎”。
- 古裝粵劇《莊妃》與《南唐李後主》榮獲廣東省首屆藝術節“唱腔音樂一等獎”。
- 《南唐李後主》戲在粵劇唱腔改革大賽中連獲三個獎（音樂、唱腔設計和配器）。
- 作曲並演奏的《小鳥天堂》榮獲第四屆廣東音樂創作大賽一等獎。[4]

## 外部連結
- 卜灿荣简谱与歌谱  （页面存档备份，存于）
- 音乐名家卜灿荣的艺术人生 （页面存档备份，存于）